# Biserica de lemn din Șutu

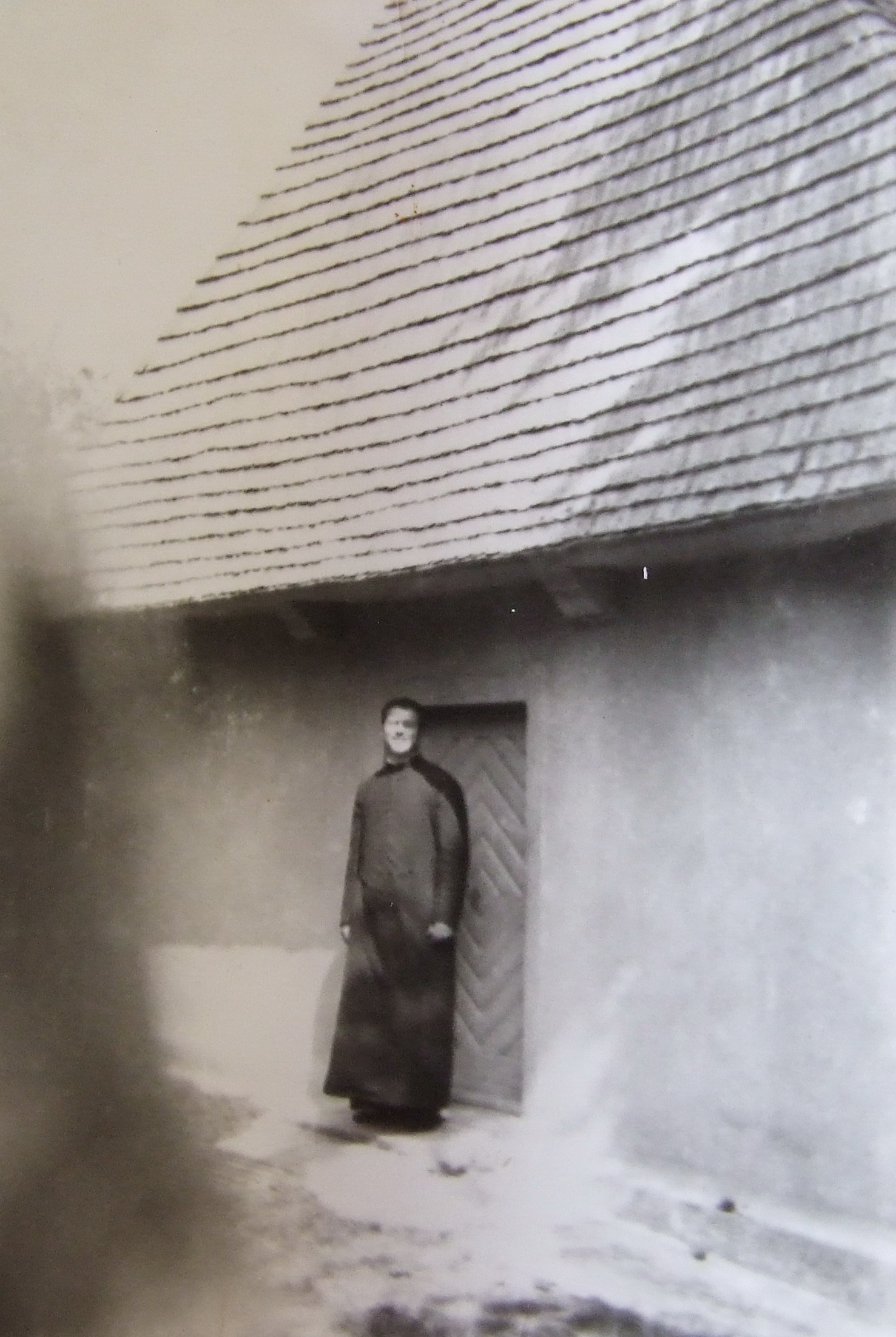
Preotul Gheorghe Aslău în faţa intrării bisericii de lemn din Şutu, județul Cluj. Foto: anii '80

Biserica de lemn din Șutu din satul cu același nume, comuna Ciurila, județul Cluj era construită la fel ca alte biserici din zonă, la puțină vreme după revoluția din 1848-1849. Șematismele bisericii greco-catolice precizează drept moment al edificării acestei biserici anul 1858. Hramul bisericii de lemn era "Sfinții Arhangheli Mihail și Gavriil". Nu se știe cu exactitate momentul în care vechea biserică a fost înlocuită cu actuala biserică.

## Galerie de imagini
Biserica „Sf.Arhangheli” din Șutu, construită exact pe locul fostei biserici de lemn, mistuită de un incendiu.

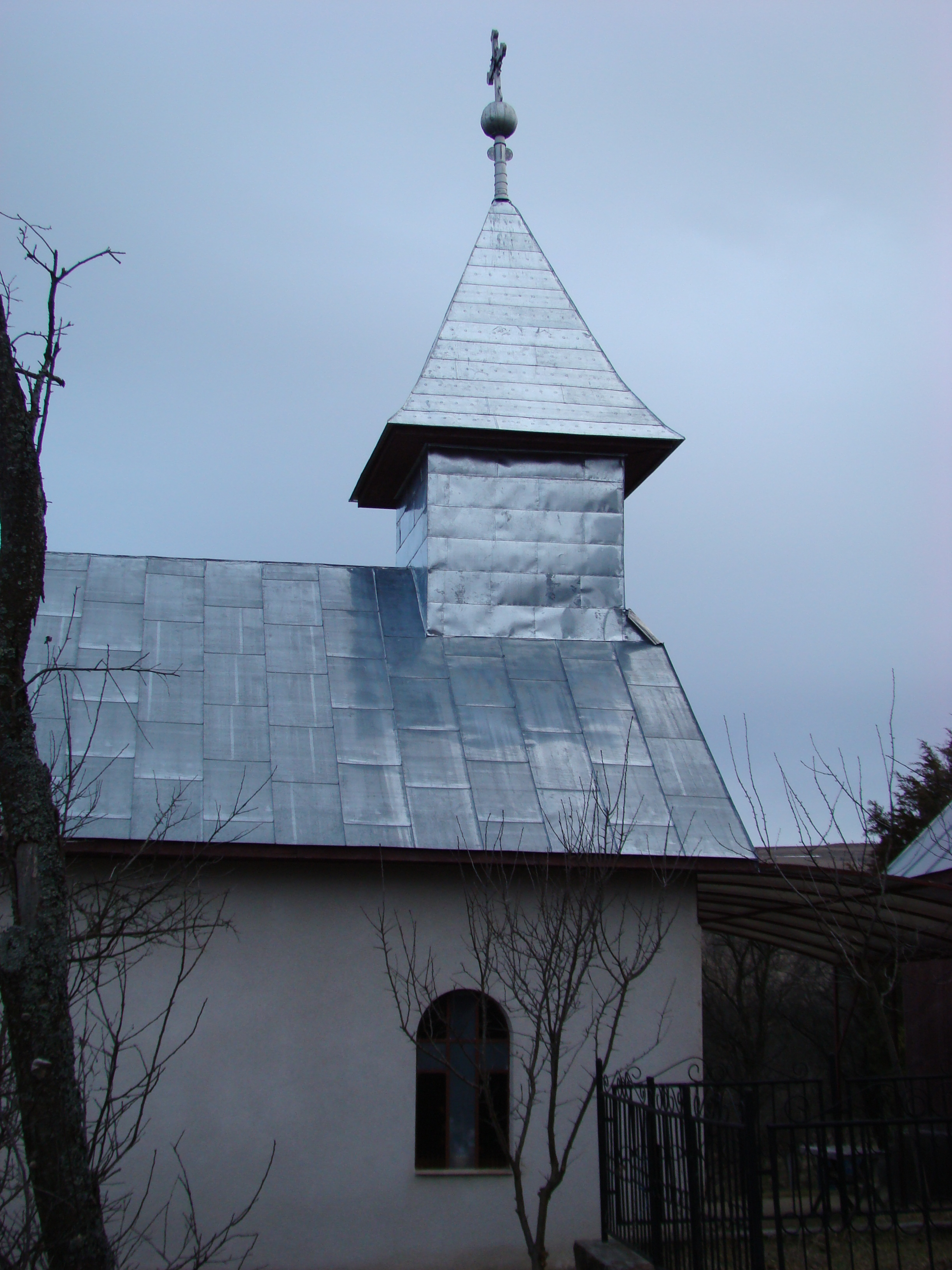
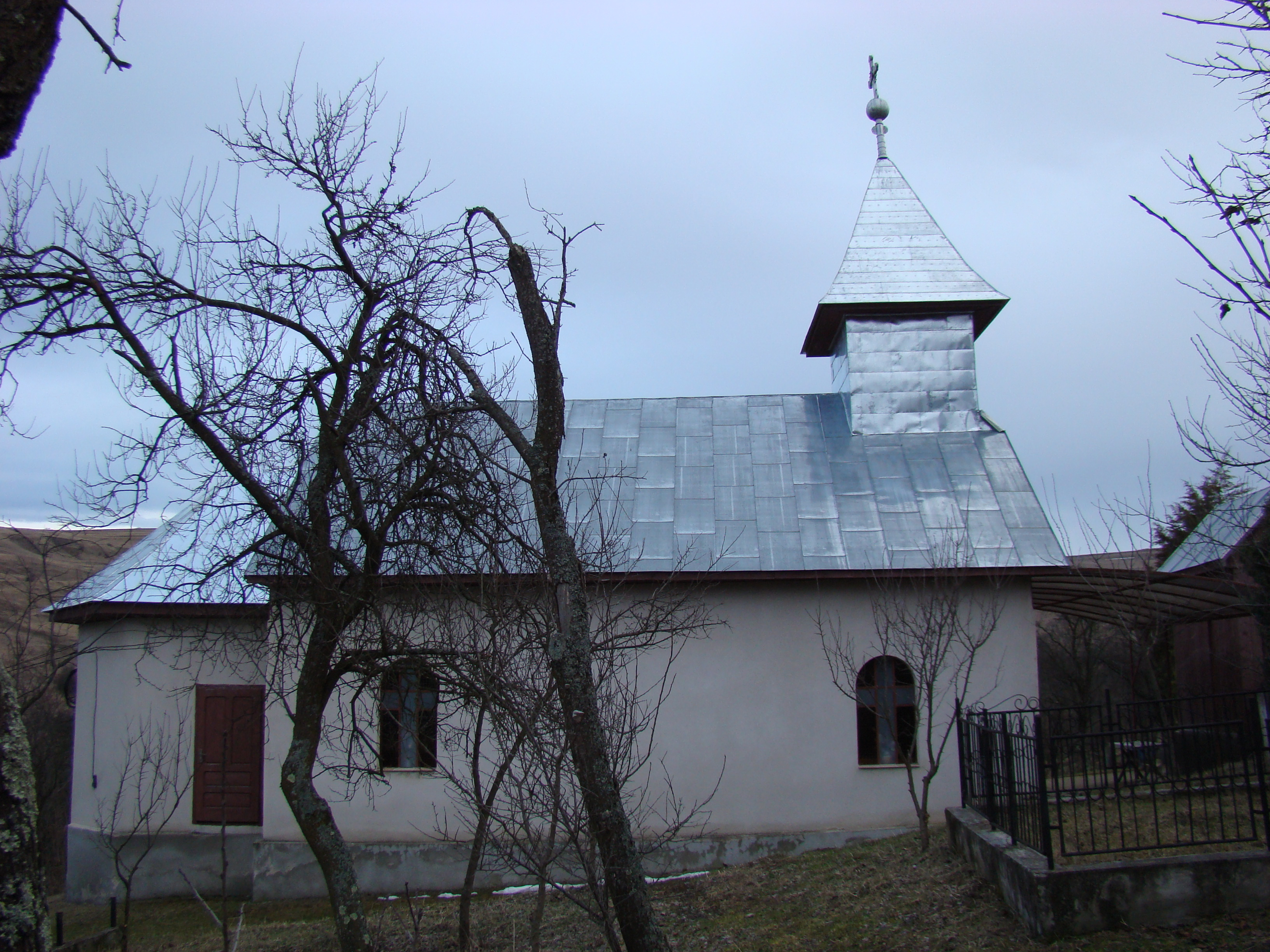
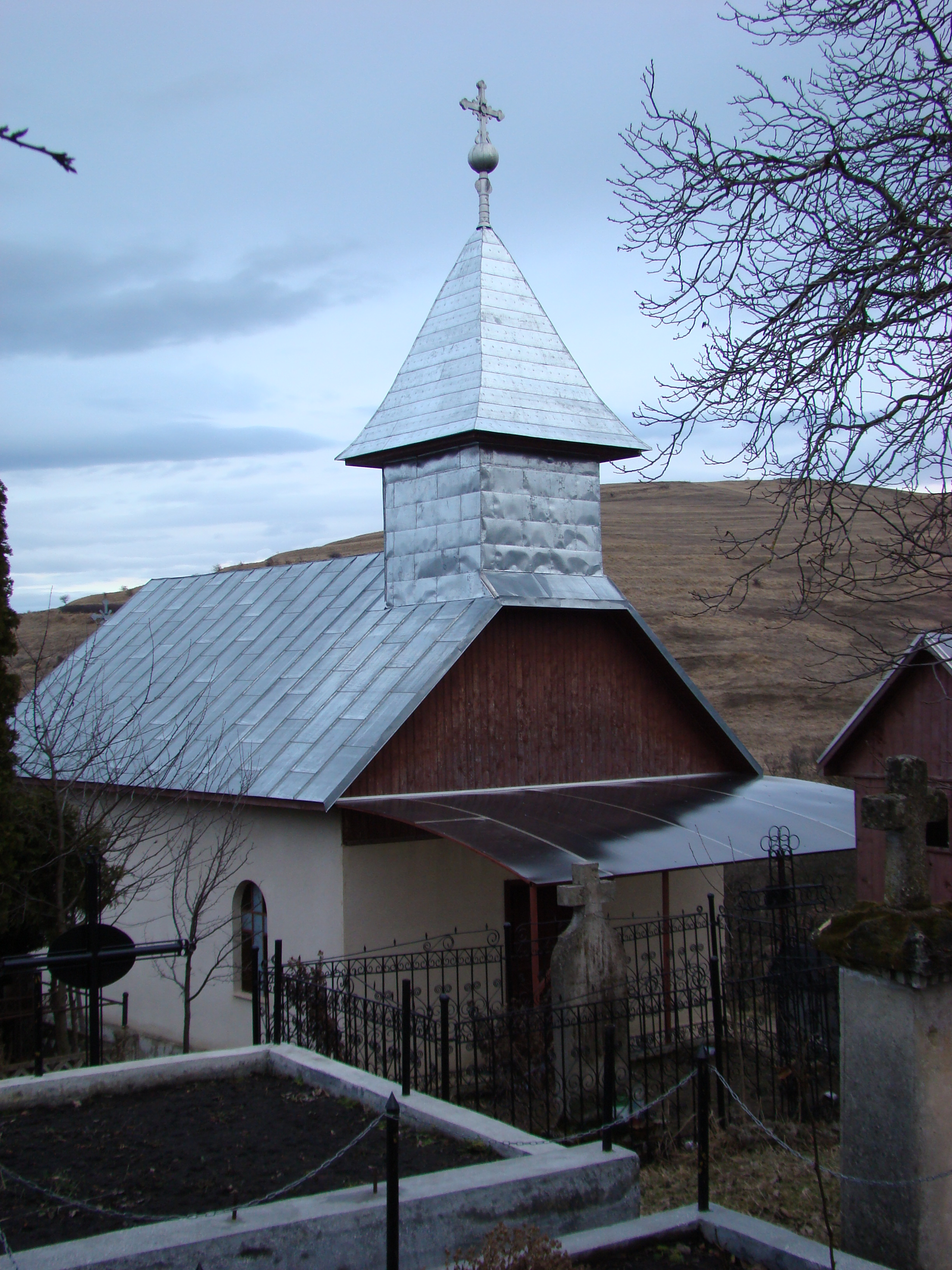
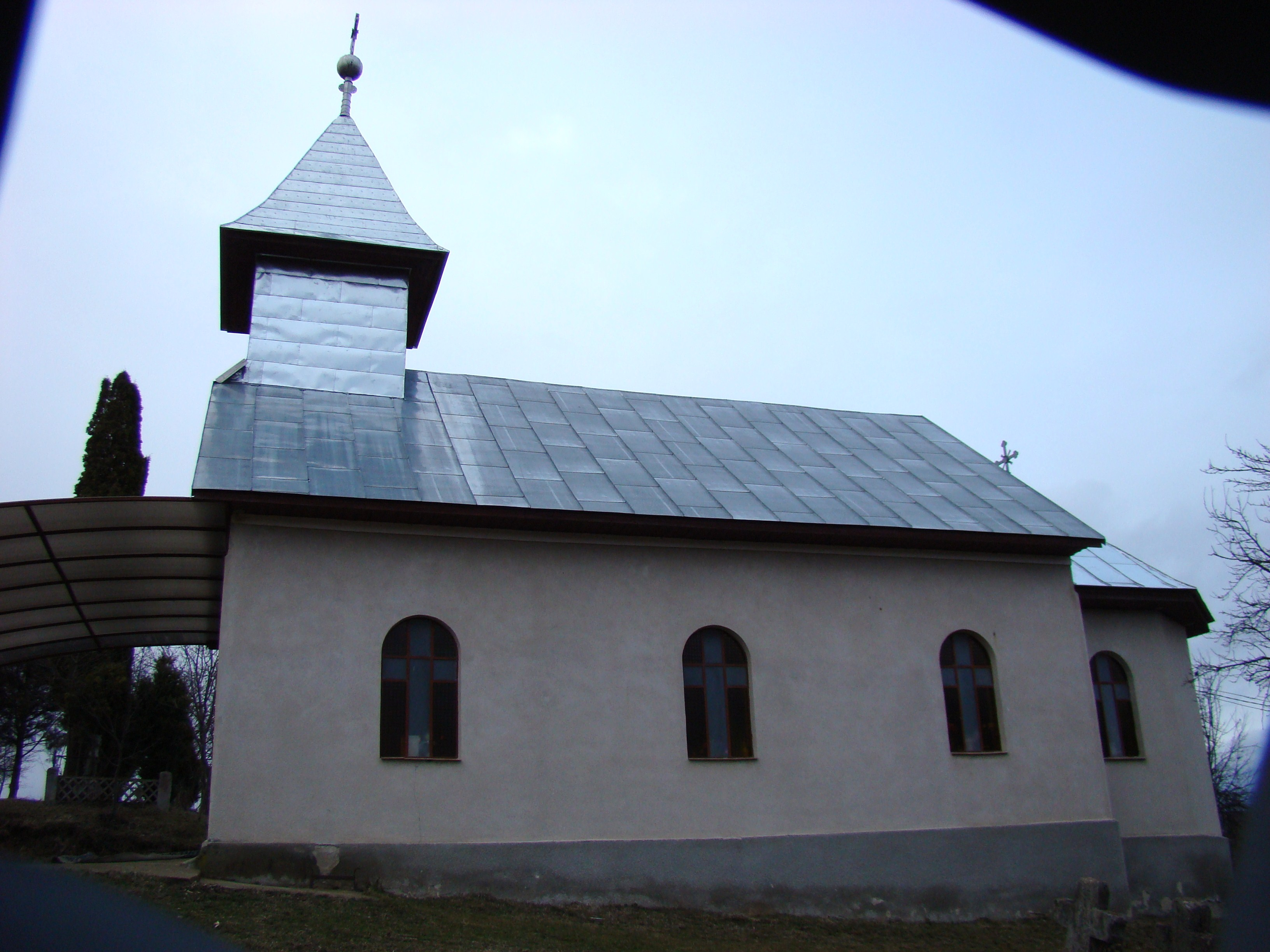
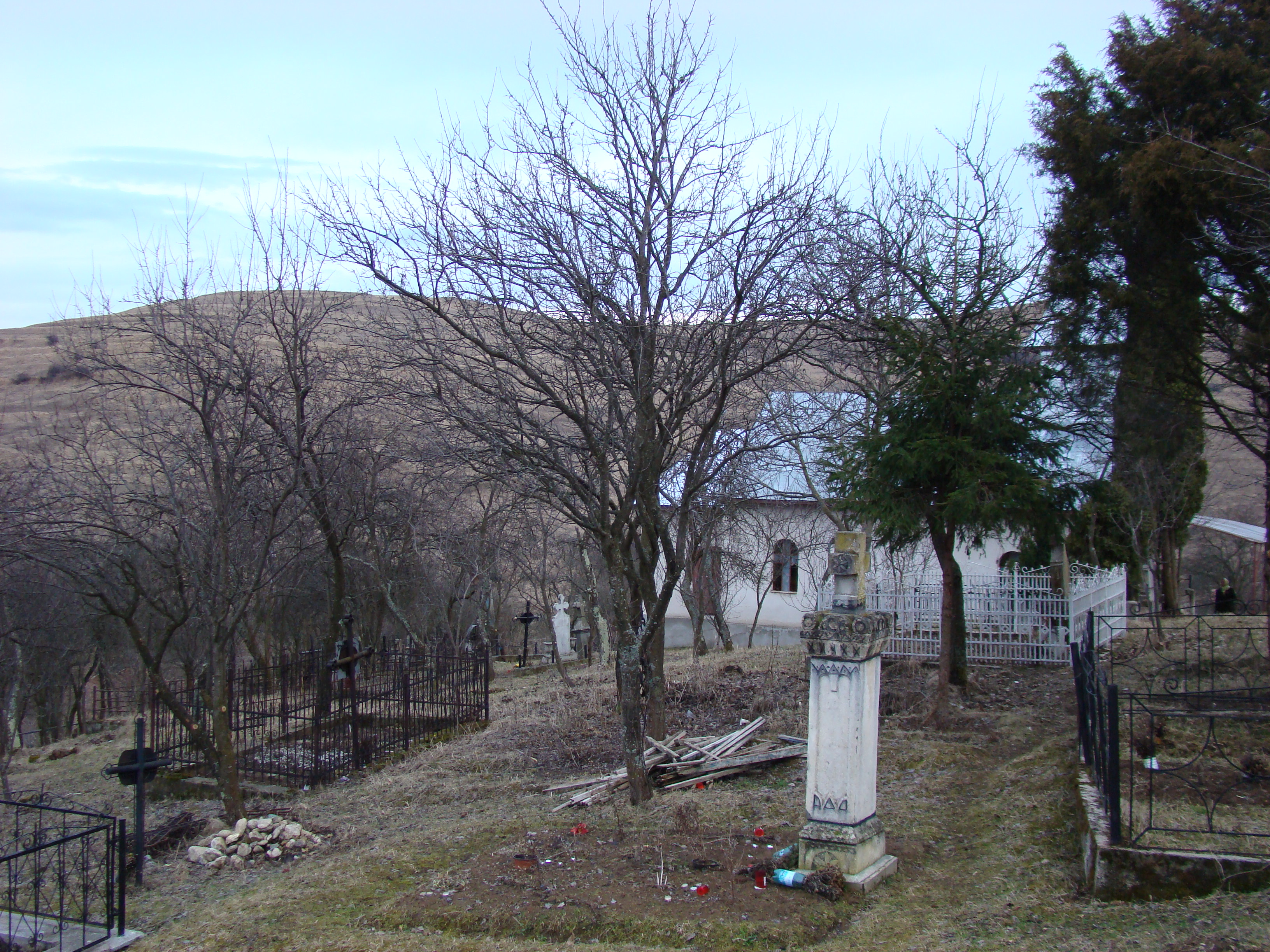
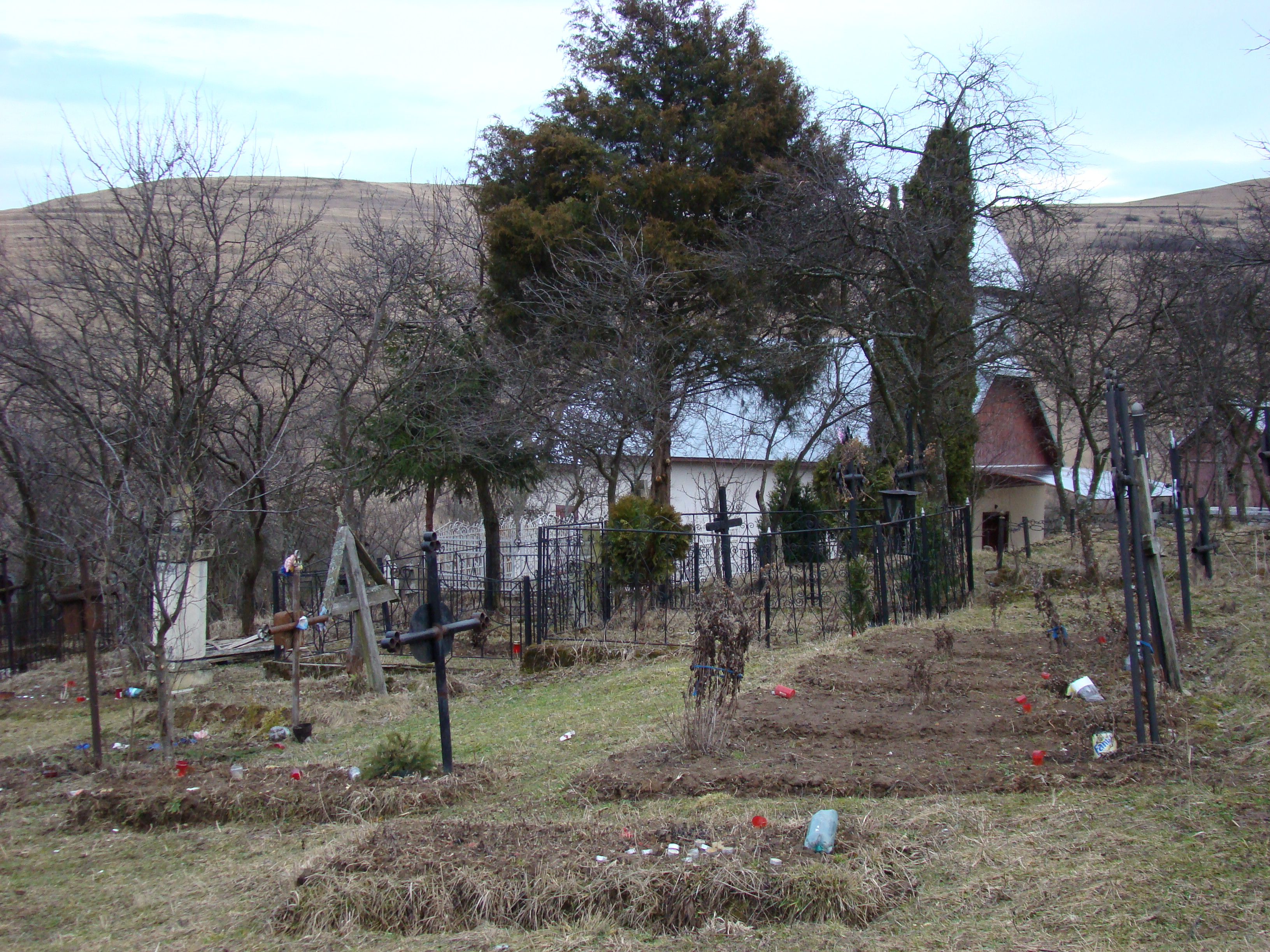
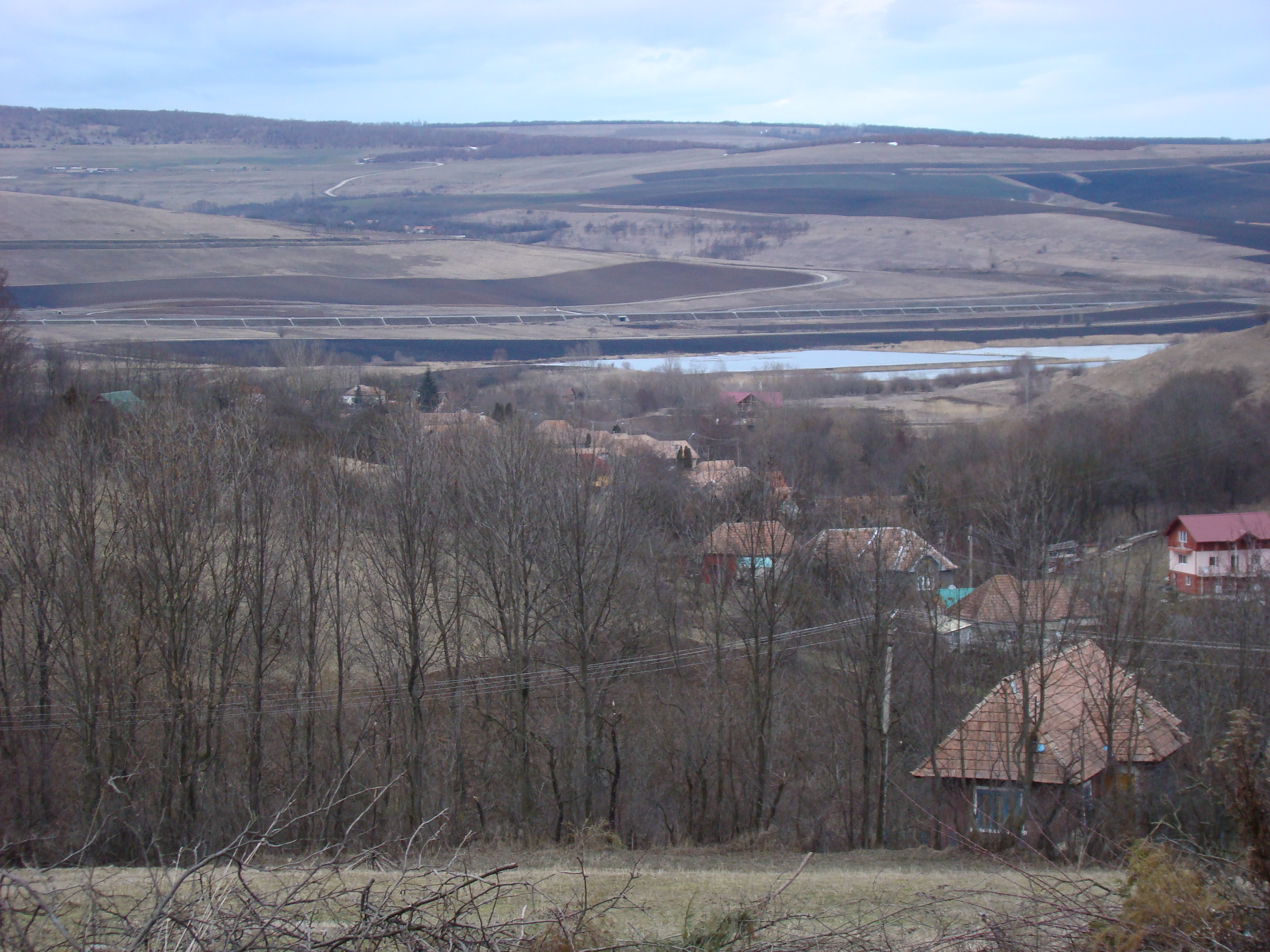
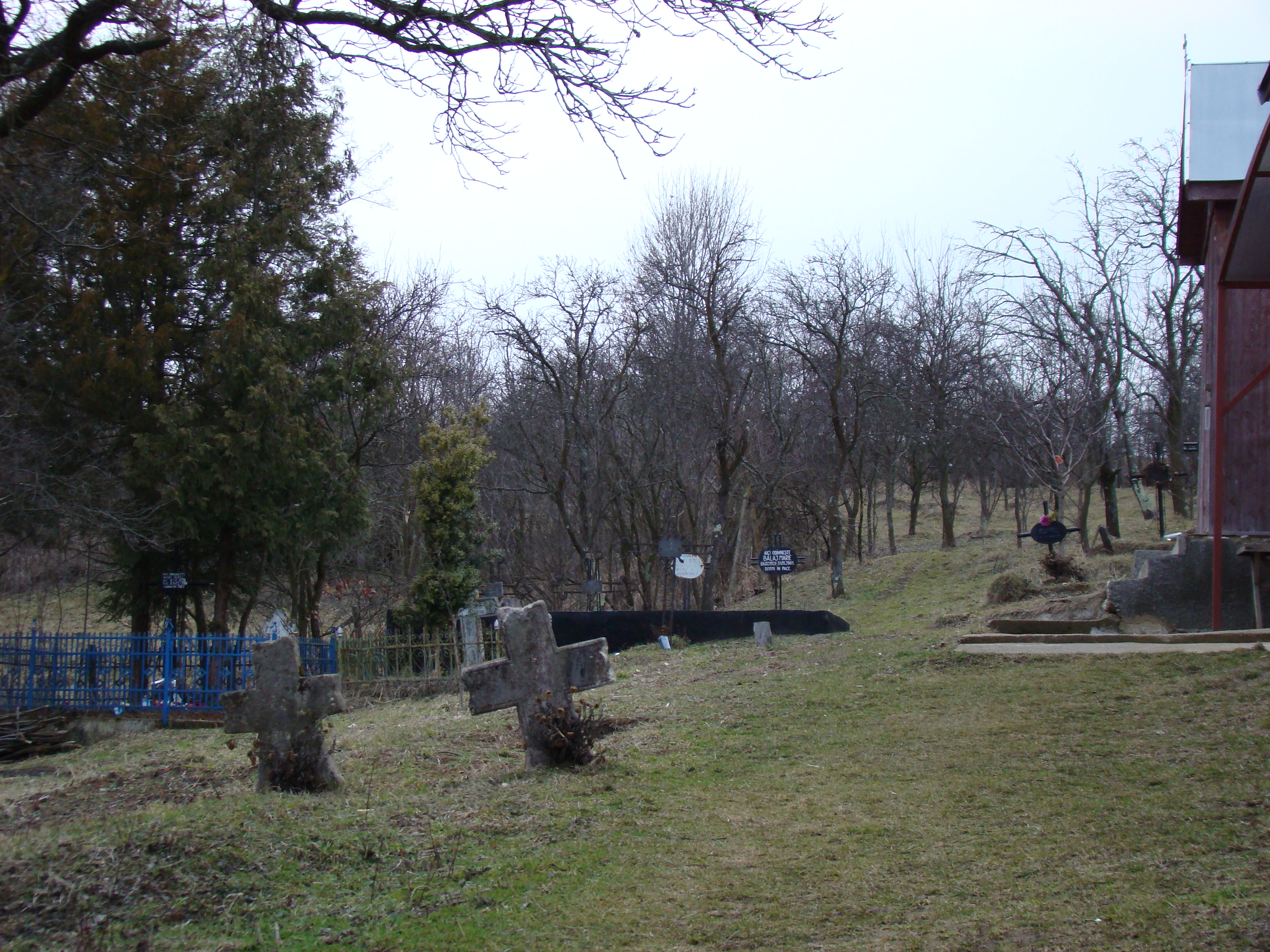
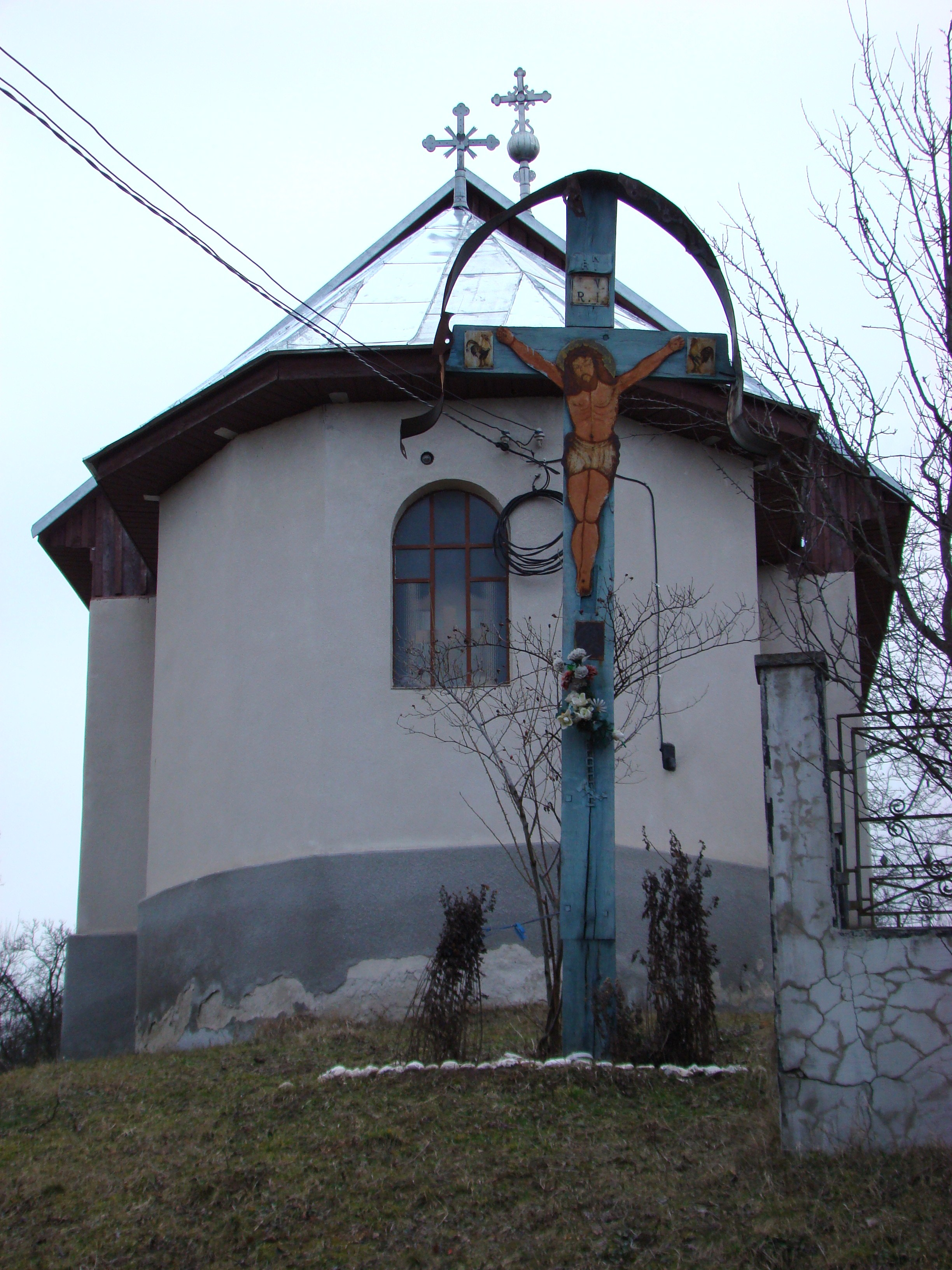
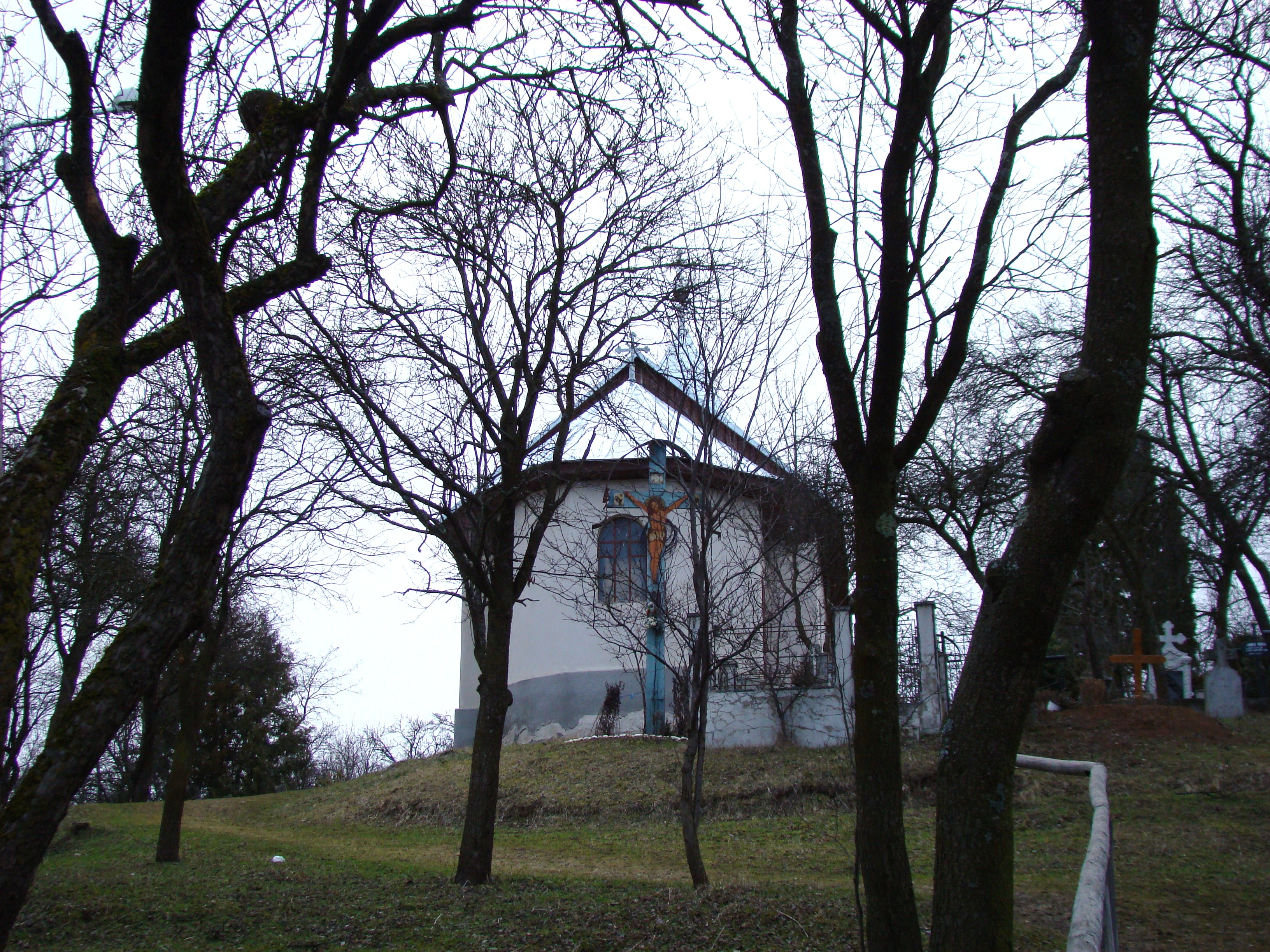
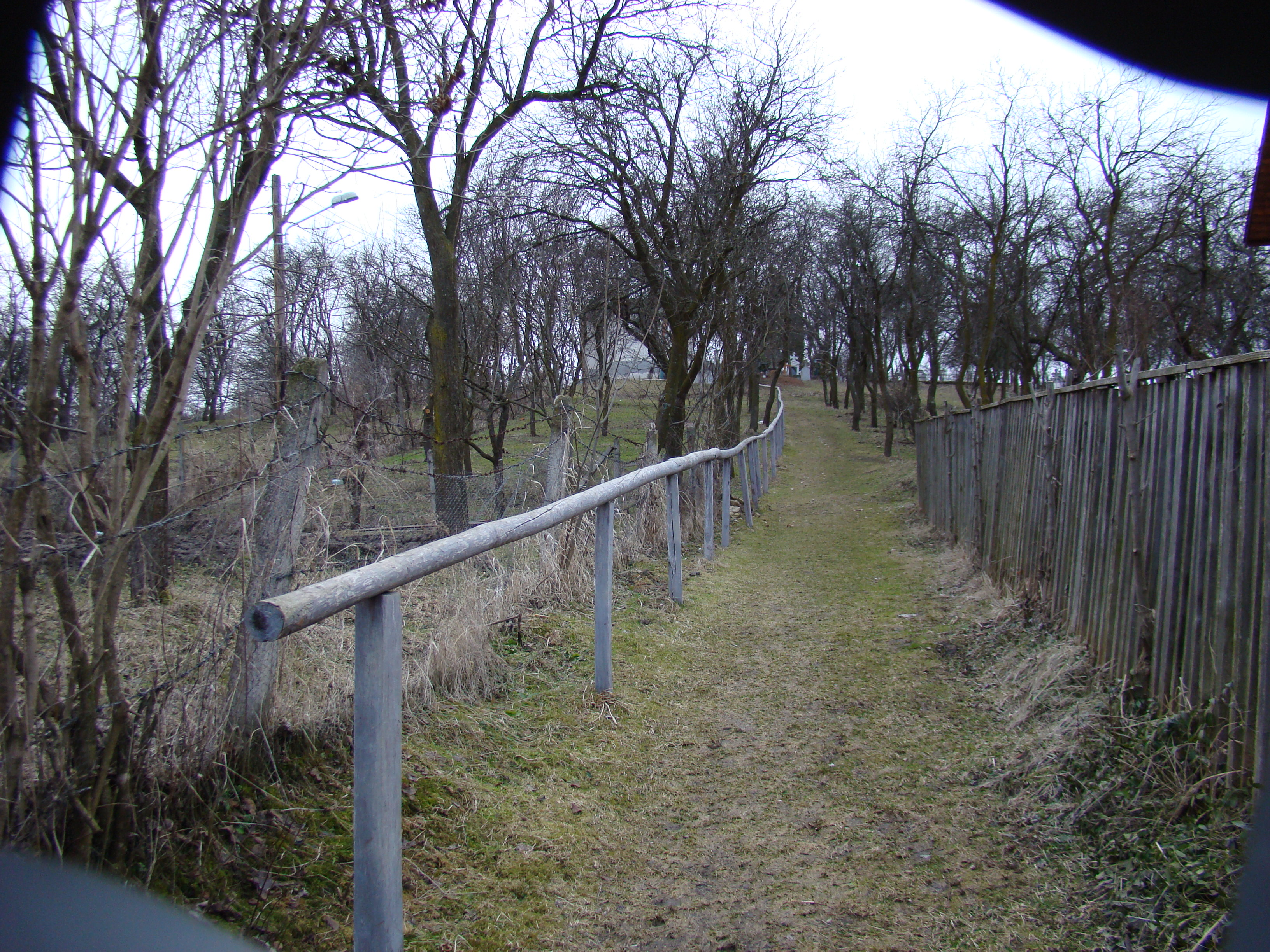
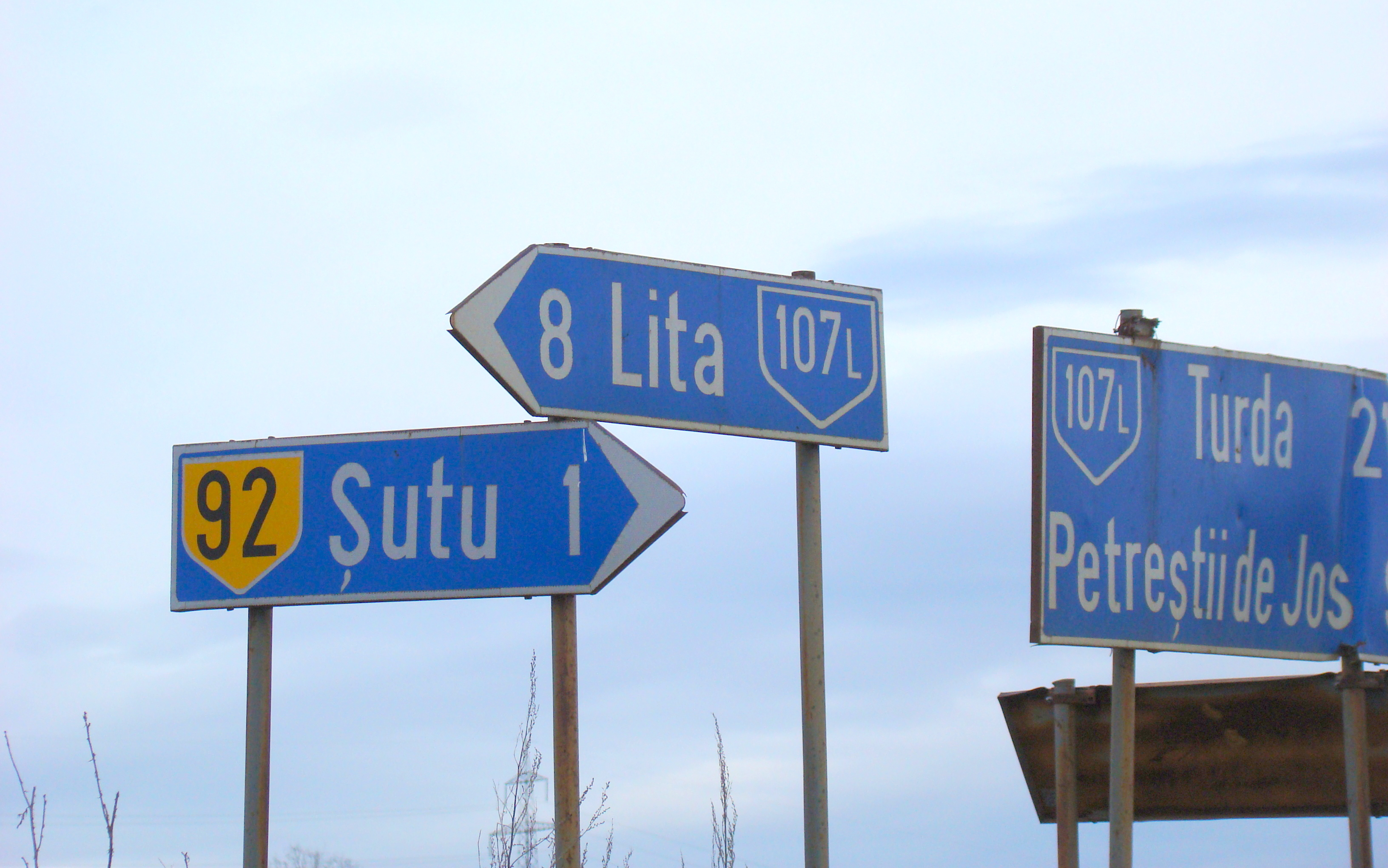